# Арма (графство)
Арма́ (англ. Armagh; ирл. Ard Mhacha) — историческое графство на северо-востоке Ирландии. Входит в состав провинции Ольстер на территории Северной Ирландии. Административный центр — город Арма, крупнейший город — Лурган. Население 194 394 человек (4-е место среди графств Северной Ирландии).

## Этимология
Название Арма происходит от ирландского Ard Macha, что значит высота Маха. Маха — богиня, упомянутая в «Книге захвата Ирландии». Считается, что Маха ответственна за строительство Эмайн Маха (ныне форт Наван недалеко от города Арма), который служил столицей Улайда и считается высшей точкой, от которого графство получило свое название.

## География
Площадь территории 1254 км² (6-е место).

## Политика
В населении Армы преобладают ирландцы-католики, поэтому графство является одним из основных оплотов националистов из Ирландской республиканской армии. Из-за беспорядков и многочисленных случаев насилия на религиозно-политической почве в южной части графства, значительная часть населения которого категорически выступает против какого-либо британского присутствия, долгое время находился значительный контингент британских военных. Южная Арма вследствие своих связей с ИРА получила от британских СМИ прозвище «бандитское графство».